# Åke Häger
Åke Simon Häger (Mårdaklev, 1897. július 5. – Lysekil, 1968. március 9.) olimpiai bajnok svéd tornász.
Az 1920. évi nyári olimpiai játékokon indult tornában és a svéd rendszerű csapat összetettben aranyérmes lett.
Klubcsapata a Stockholms GF volt.